# 1992 en bande dessinée
| Années de la bande dessinée : 1989 - 1990 - 1991 - 1992 - 1993 - 1994 - 1995    |
| Décennies de la bande dessinée : 1960 - 1970 - 1980 - 1990 - 2000 - 2010 - 2020 |

Cet article présente les faits marquants de l'année 1992 en bande dessinée.

## Événements
- janvier : Parution du premier numéro de la revue collaborative Lapin.
- 23 au 26 janvier : 19e Festival international de la bande dessinée d'Angoulême : Festival d'Angoulême 1992.
- mars : Zep crée son personnage Titeuf.
- avril : Aux États-Unis, sortie de Youngblood #1 (premier comic-book d'Image Comics, société indépendante fondée par Rob Liefeld, Jim Lee, Todd McFarlane, Marc Silvestri et Jim Valentino, tous transfuges de Marvel)
- 28 au 30 août : 4e Festival de Solliès-Ville
- septembre : Harley Quinn s'associe au Joker pour la première fois dans la série Batman, la série animée.

## Nouveaux albums
Voir aussi : Albums de bande dessinée sortis en 1992

### Franco-belge
| Sortie    | Titre                                                                            | Scénariste                                | Dessinateur                           | Coloriste        | Éditeur                           |
| --------- | -------------------------------------------------------------------------------- | ----------------------------------------- | ------------------------------------- | ---------------- | --------------------------------- |
| novembre  | 421 no 10 : Le seuil de Karlov                                                   | Stephen Desberg                           | Éric Maltaite                         |                  | Dupuis                            |
| octobre   | Adler no 4 : Dernière mission                                                    | René Sterne                               | René Sterne                           |                  | Le Lombard                        |
| décembre  | Aria no 15 : Vendéric                                                            | Michel Weyland                            | Michel Weyland                        |                  | Le Lombard                        |
| octobre   | Balade au bout du monde no 5 : Ariane                                            | Makyo                                     | Herenguel                             |                  | Glénat                            |
| mars      | BD Écrivains (3) : La lumière du lac                                             | Bernard Clavel                            | Malik                                 |                  | Lefrancq                          |
| mai       | BD Écrivains (8) : Harricana : Le royaume du nord                                | Bernard Clavel - Jean-Claude De La Royère | Denis Merezette                       |                  | Lefrancq                          |
| mars      | BD Écrivains (11) : Les cavaliers aux yeux verts no 1                            | Loup Durand                               | Didier Courtois                       |                  | Lefrancq                          |
| janvier   | Bernard Prince no 16 : La Dynamitera                                             | Greg                                      | Édouard Aidans                        |                  | Blanco                            |
| août      | Biggles no 3 : Le bal des Spitfire                                               | Francis Bergèse                           | Francis Bergèse                       |                  | Lefrancq                          |
| octobre   | Bizu no 5 : La croisière fantôme                                                 | Jean-Claude Fournier                      | Jean-Claude Fournier                  |                  | Dupuis                            |
| décembre  | Bob Morane no 45 : Le jade de Séoul                                              | Henri Vernes                              | Coria                                 |                  | Le Lombard                        |
| septembre | Bobo no 14 : Bobo fait le mur                                                    | Paul Deliège                              | Paul Deliège                          |                  | Dupuis                            |
| janvier   | Carland Cross no 2 : Le dossier Carnarvon                                        | Michel Oleffe                             | Olivier Grenson                       |                  | Lefrancq                          |
| mars      | Calvin et Hobbes no 3 : On est fait comme des rats!                              | Bill Watterson                            | Bill Watterson                        |                  | Hors Collection                   |
| août      | Calvin et Hobbes no 4 : Debout, tas de nouilles!                                 | Bill Watterson                            | Bill Watterson                        |                  | Hors Collection                   |
| février   | Cédric no 5 : Quelle mouche le pique?                                            | Raoul Cauvin                              | Laudec                                |                  | Dupuis                            |
| mars      | Challenger no 2 : Le monde perdu                                                 | André-Paul Duchâteau                      | Patrice Sanahujas                     |                  | Lefrancq                          |
| février   | Charly no 2 : L'île perdue                                                       | Denis Lapière                             | Magda                                 |                  | Dupuis                            |
| janvier   | Chelsy no 2 : Natures... mortes!                                                 | Jean Dufaux                               | Éric Joris                            |                  | Glénat                            |
| avril     | Cœur brûlé no 2 : La petite guerre                                               | Patrick Cothias                           | Jean-Paul Dethorey                    |                  | Glénat                            |
| mai       | Comanche no 12 : Le Dollar à 3 faces                                             | Greg                                      | Michel Rouge                          |                  | Dargaud                           |
| avril     | Croqu'la Vieno 1 : Souriez, le petit oiseau va sortir                            | Yann                                      | Marc Hardy                            |                  | Marsu Productions                 |
| mai       | Cubitus no 26 : Cubitus se met au vert                                           | Dupa                                      | Dupa                                  |                  | Le Lombard                        |
| novembre  | Cubitus no 27 : Chat, ch'est du chien !                                          | Dupa                                      | Dupa                                  |                  | Le Lombard                        |
| janvier   | Cupidon no 4 : Souffle au cœur                                                   | Raoul Cauvin                              | Malik                                 |                  | Dupuis                            |
| janvier   | Dampierre no 3 : Les émissaires                                                  | Yves Swolfs                               | Éric                                  |                  | Glénat                            |
| septembre | Dan Cooper no 41 : L'œil du tigre                                                | Albert Weinberg                           | Albert Weinberg                       |                  | Dargaud                           |
| septembre | Double je tome 1                                                                 | Toff                                      | Béhé                                  |                  | Vents d'Ouest                     |
| janvier   | Double M no 1 : Le trésor des Chartreux                                          | Pascal Roman                              | Félix Meynet                          |                  | Dargaud                           |
| janvier   | Du côté de chez Poje no 3 : Le lendemain de la veille                            | Raoul Cauvin                              | Louis-Michel Carpentier               |                  | Dupuis                            |
| avril     | Equator no 1 : Caro                                                              | Dany                                      | Dany                                  |                  | Le Lombard                        |
| novembre  | Être libre no 1 : La Grande terre                                                | Marc Bourgne                              | Marc Bourgne                          |                  | Dargaud                           |
| octobre   | Giacomo C. no 5 : Pour l'amour d'une cousine                                     | Jean Dufaux                               | Griffo                                |                  | Glénat                            |
| octobre   | Gorn no 1 : Même la Mort                                                         | Tiburce Oger                              | Tiburce Oger                          |                  | Vents d'Ouest                     |
| janvier   | Gord no 3 : L'enfant-dieu                                                        | Franz                                     | Christian Denayer                     |                  | P&T Productions                   |
| novembre  | Hannah no 2 : Le secret des MacKenna                                             | Jean Annestay - Paul-Loup Sulitzer        | Franz                                 |                  | Dupuis                            |
| octobre   | Harry Dickson : "le Sherlock Holmes américain no 1 : L'île des possédés          | Richard D. Nolane                         | Pascal Roman                          |                  | Soleil Productions                |
| mai       | Ian Kalédine no 10 : Dottore Serpenti                                            | Jean-Luc Vernal                           | Ferry                                 |                  | Le Lombard                        |
| avril     | Isabelle no 9 : La traboule de la Géhenne                                        | Yvan Delporte                             | Will                                  |                  | Dupuis                            |
| juin      | Jeannette Pointu no 6 : Le secret Atlante                                        | Marc Wasterlain                           | Marc Wasterlain                       |                  | Dupuis                            |
| octobre   | Jeremiah no 16 : La ligne rouge                                                  | Hermann Huppen                            | Hermann Huppen                        |                  | Dupuis                            |
| septembre | Jérôme K. Jérôme Bloche no 8 : Le vagabond des dunes                             | Alain Dodier                              | Alain Dodier                          |                  | Dupuis                            |
| mars      | Jessica Blandy no 7 : Répondez, mourant...                                       | Jean Dufaux                               | Renaud                                |                  | Dupuis                            |
| octobre   | Jessica Blandy no 8 : Sans regret, sans remords...                               | Jean Dufaux                               | Renaud                                |                  | Dupuis                            |
| septembre | Jojo no 5 : Un été du tonnerre                                                   | Geerts                                    | Geerts                                |                  | Dupuis                            |
| janvier   | Julie, Claire, Cécile no 9 : La poudre cachée                                    | Bom                                       | Sidney                                |                  | Le Lombard                        |
| août      | L'Agent 212 no 14 : Sauté de poulet                                              | Raoul Cauvin                              | Daniel Kox                            |                  | Dupuis                            |
| mai       | L'Île des morts Tome 2 : Mors ultima ratio                                       | Thomas Mosdi                              | Guillaume Sorel                       |                  | Vents d'Ouest                     |
| mai       | L'Incal : John Difool avant l'Incal : no 4 : Anarco-psychotiques                 | Alejandro Jodorowsky                      | Zoran Janjetov                        |                  | Les Humanoïdes Associés           |
| novembre  | La Caste des Méta-Barons : no 1 : Othon le trisaïeul                             | Alejandro Jodorowsky                      | Juan Giménez                          |                  | Les Humanoïdes Associés           |
| janvier   | La Jeunesse de Blueberry no 7 : La poursuite impitoyable                         | François Corteggiani                      | Colin Wilson                          |                  | Novedi                            |
| janvier   | Marshal Blueberry no 1 : Band                                                    | Jean Giraud                               | William Vance                         |                  | Ehapa Comic Collection            |
| janvier   | La Petite Reine                                                                  | Jean-Claude Servais                       | Jean-Claude Servais                   |                  | Casterman : Les Romans (À Suivre) |
| mai       | Le Bar du vieux Français (1)                                                     | Denis Lapière                             | Jean-Philippe Stassen                 |                  | Dupuis - Aire libre               |
| avril     | Le Boche no 3 : Entre la chair et l'os                                           | Éric Stalner                              | Daniel Bardet                         |                  | Glénat                            |
| novembre  | Le Cycle de Taï-Dor no 5 : La Veuve noire II                                     | Serge Le Tendre - Rodolphe                | Jean-Luc Serrano                      |                  | Vents d'Ouest                     |
| mars      | Le Gang Mazda no 3 : Le gang Mazda pouponne                                      | Christian Darasse                         | Christian Darasse                     |                  | Dupuis                            |
| février   | Le Monde du Garage Hermétique no 4 : Les terres aléatoires                       | Jean-Marc Lofficier - Moebius             | Jerry Bingham                         |                  | Les Humanoïdes Associés           |
| octobre   | Le Monde du Garage Hermétique no 5 : Le seigneur d'Onyx                          | Jean-Marc Lofficier - Moebius             | Jerry Bingham                         |                  | Les Humanoïdes Associés           |
| avril     | ElfQuest - Le Pays des elfes no 10 : La Forêt interdite                          | Wendy Pini                                | Wendy Pini                            |                  | Vents d'Ouest                     |
| août      | ElfQuest - Le Pays des elfes no 11 : La Montagne bleue                           | Wendy Pini                                | Wendy Pini                            |                  | Vents d'Ouest                     |
| juin      | Le Petit Spirou no 3 : Mais! Qu'est-ce que tu fabriques                          | Tome                                      | Janry                                 |                  | Dupuis                            |
| juin      | Le Pouvoir des innocents no 1 : Joshua                                           | Luc Brunschwig                            | Laurent Hirn                          |                  | Delcourt                          |
| janvier   | Le Scrameustache no 22 : Chroniques galaxiennes                                  | Walt                                      | Gos                                   |                  | Dupuis                            |
| octobre   | Le Scrameustache no 23 : La caverne tibétaine                                    | Walt                                      | Gos                                   |                  | Dupuis                            |
| octobre   | Le Vent des Dieux no 7 : Barbaries                                               | Éric Stalner                              | Thierry Gioux                         |                  | Glénat                            |
| janvier   | Les 4 As no 29 : Le mystère de la jungle                                         | Georges Chaulet                           | François Craenhals - Jacques Debruyne |                  | Casterman                         |
| septembre | Les Aigles décapitées no 6 : Alix                                                | Jean-Charles Kraehn                       | Michel Pierret                        |                  | Glénat                            |
| octobre   | Les Casseurs no 19 : Le trou dans la tête                                        | André-Paul Duchâteau                      | Christian Denayer                     |                  | Le Lombard                        |
| août      | Les Cités obscures no 5 : Brüsel                                                 | Benoît Peeters                            | François Schuiten                     |                  | Casterman                         |
| mars      | Les Femmes en blanc no 9 : Piquées de grève                                      | Raoul Cauvin                              | Philippe Bercovici                    |                  | Dupuis                            |
| novembre  | Les Femmes en blanc no 10 : Machine à coudre                                     | Raoul Cauvin                              | Philippe Bercovici                    |                  | Dupuis                            |
| octobre   | Les Formidables Aventures de Lapinot no 1 : Lapinot et les carottes de Patagonie | Lewis Trondheim                           | Lewis Trondheim                       |                  | Le Lézard / L'Association         |
| octobre   | Les Maîtres de l'orge no 1 : Charles, 1854                                       | Jean Van Hamme                            | Francis Vallès                        |                  | Glénat                            |
| mars      | Les Motards no 8 : Motos à gogo                                                  | Charles Degotte                           | Charles Degotte                       |                  | Dupuis                            |
| décembre  | Les Motards no 9 : Les Motos de panurge                                          | Charles Degotte                           | Charles Degotte                       |                  | Dupuis                            |
| mai       | Les Petits Hommes no 28 : Les Catherinettes                                      | Séron                                     | Séron                                 |                  | Dupuis                            |
| février   | Les Pieds dedans no 1 : Villa mon rêve                                           | Pascal Rabaté                             | Pascal Rabaté                         |                  | Vents d'Ouest                     |
| novembre  | Les Pieds dedans no 2 : À la noce comme à la noce                                | Pascal Rabaté                             | Pascal Rabaté                         |                  | Vents d'Ouest                     |
| mars      | L'intégrale des Pieds nickelés Tome 11 : Vétérinaires - Hollywood - Mariniers    | René Pellos                               | René Pellos                           |                  | Vents d'Ouest                     |
| mars      | L'intégrale des Pieds nickelés Tome 12 : Fils adoptif - Artisans - Justiciers    | René Pellos                               | René Pellos                           |                  | Vents d'Ouest                     |
| août      | L'intégrale des Pieds nickelés Tome 13 : Percepteurs - Zigomar - Cascadeurs      | René Pellos                               | René Pellos                           |                  | Vents d'Ouest                     |
| octobre   | L'intégrale des Pieds nickelés Tome 14 : Fantômes - Pétrole - Congélation        | René Pellos                               | René Pellos                           |                  | Vents d'Ouest                     |
| novembre  | Les Schtroumpfs no 16 : Le Schtroumpf financier                                  | Peyo - Thierry Culliford                  | Peyo - Alain Maury - Luc Parthoens    |                  | le Lombard                        |
| avril     | Les Tours de Bois-Maury no 8 : Le Seldjouki                                      | Hermann Huppen                            | Hermann Huppen                        |                  | Glénat                            |
| avril     | Les Tuniques bleues no 33 : Grumbler et fils                                     | Raoul Cauvin                              | Lambil                                |                  | Dupuis                            |
| novembre  | Les Tuniques bleues no 34 : Vertes années                                        | Raoul Cauvin                              | Lambil                                |                  | Dupuis                            |
| novembre  | Largo Winch no 3 : O.P.A.                                                        | Jean Van Hamme                            | Philippe Francq                       |                  | Dupuis                            |
| janvier   | Léo Loden no 1 : Terminus Canebière                                              | Christophe Arleston                       | Serge Carrère                         |                  | Soleil Productions                |
| octobre   | Léo Loden no 2 : Les sirènes du vieux-port                                       | Christophe Arleston                       | Serge Carrère                         |                  | Soleil Productions                |
| mars      | Léonid et Spoutnika no 3 : Pour une poignée de roubles                           | Yann                                      | Philippe Bercovici                    |                  | Marsu Productions                 |
| septembre | Loïc Francœur no 5 : Tin-Hinan                                                   | Bernard Capo                              | Bernard Capo                          |                  | Le Lombard                        |
| octobre   | Lou Smog no 4 : La mémoire de la montagne                                        | Georges Van Linthout                      | Georges Van Linthout                  |                  | Le Lombard                        |
| septembre | Lova (1)                                                                         | Jean-Claude Servais                       | Jean-Claude Servais                   |                  | Dupuis - Aire libre               |
| septembre | Lucky Luke no 61 : Chasse aux fantômes                                           | Lo Hartog van Banda                       | Morris                                |                  | Lucky Productions                 |
| septembre | Madila no 3 : Octavie                                                            | Chantal De Spiegeleer                     | Chantal De Spiegeleer                 |                  | Le Lombard                        |
| octobre   | Marsupilami no 7 : L'or de Boavista                                              | Franquin - Yann                           | Batem                                 |                  | Marsu Productions                 |
| décembre  | Masquerouge no 4 : Les intrigants                                                | Patrick Cothias                           | Marco Venanzi                         |                  | Glénat                            |
| décembre  | Masquerouge no 5 : Le roy des fous                                               | Patrick Cothias                           | Marco Venanzi                         |                  | Glénat                            |
| mars      | Matador no 1 : Lune gitane                                                       | Gani Jakupi                               | Hugues Labiano                        |                  | Glénat                            |
| juin      | Mauro Caldi no 5 : La guerre des familles                                        | Denis Lapière                             | Michel Constant                       |                  | Alpen Publishers                  |
| octobre   | Maus no 2 : Et c'est là que mes ennuis ont commencé                              | Art Spiegelman                            | Art Spiegelman                        |                  | Flammarion                        |
| janvier   | Michel Vaillant no 55 : Une histoire de fous                                     | Jean Graton                               | Jean Graton - Guillaume Lopez         |                  | Graton éditeur                    |
| août      | Monsieur Jean t. 2 : Les Nuits les plus blanches                                 | Charles Berberian - Philippe Dupuy        | Charles Berberian - Philippe Dupuy    |                  | Les Humanoïdes Associés           |
| septembre | Natacha no 15 : La ceinture de Cherchemidi                                       | Peyo                                      | François Walthéry                     |                  | Marsu Productions                 |
| mars      | Neige no 5 : Il diavolo                                                          | Didier Convard                            | Gine                                  |                  | Glénat                            |
| septembre | Névé no 2 : Vert solèy                                                           | Dieter                                    | Emmanuel Lepage                       |                  | Glénat                            |
| juin      | Nino no 2 : La princesse de Manhattan                                            | Hector Leemans                            | Dirk Stallaert                        |                  | Le Lombard                        |
| septembre | Ninon secrète no 1 : Duels                                                       | Patrick Cothias                           | David Prudhomme                       |                  | Glénat                            |
| décembre  | Oknam no 1 : Adieu, mon ange                                                     | Benoît Roels                              | Benoît Roels                          |                  | Dargaud                           |
| juillet   | Papyrus no 15 : L'enfant hiéroglyphe                                             | Lucien de Gieter                          | Lucien de Gieter                      |                  | Dupuis                            |
| mars      | Pauvre Lampil no 6                                                               | Raoul Cauvin                              | Lambil                                |                  | Dupuis                            |
| septembre | Peter Pan Tome 2 : Opikanoba                                                     | Régis Loisel                              | Régis Loisel                          |                  | Vents d'Ouest                     |
| mai       | Pierre Tombal no 9 : Voyage de n'os                                              | Raoul Cauvin                              | Marc Hardy                            |                  | Dupuis                            |
| janvier   | Pour l'amour de Guenièvre                                                        | Jean-Claude Servais                       | Jean-Claude Servais                   |                  | Hélyode                           |
| mars      | Rantanplan no 3 : Rantanplan otage                                               | Jean Léturgie - Xavier Fauche             | Michel Janvier - Morris               |                  | Lucky Productions                 |
| septembre | Ric Hochet no 51 : La bête de l'apocalypse                                       | André-Paul Duchâteau                      | Tibet                                 |                  | Le Lombard                        |
| décembre  | Rourke no 2 : Le Bon Dieu ne dort jamais                                         | Paul-Loup Sulitzer - Marcel Rouffa        | Marvano                               |                  | Dupuis                            |
| juin      | Saigon - Hanoï                                                                   | Cosey                                     | Cosey                                 |                  | Dupuis - Aire libre               |
| mai       | Samba Bugatti no 1 : Samba Bugatti                                               | Jean Dufaux                               | Griffo                                |                  | Glénat                            |
| novembre  | Sammy no 29 : Des gorilles et des folles                                         | Raoul Cauvin                              | Berck                                 |                  | Dupuis                            |
| septembre | Sang-de-Lune no 1 : Sang-de-Lune                                                 | Jean Dufaux                               | Viviane Nicaise                       |                  | Glénat                            |
| décembre  | Santiag no 2 : Le gardien de la nuit                                             | Jean Dufaux                               | Renaud                                |                  | Glénat                            |
| janvier   | Solange no 4 : Anarchistes et faussaires                                         | Marco Tomatis                             | Cinzia Ghigliano                      | Cinzia Ghigliano | Casterman                         |
| août      | Tendre Banlieue no 7 : Le cadeau                                                 | Tito                                      | Tito                                  |                  | Casterman                         |
| mars      | The Black Hawk Line no 3 : A l'ombre du Fuji-San                                 | Jack Staller                              | Jack Staller                          |                  | Le Lombard                        |
| avril     | Théodore Poussin no 6 : Un passager porté disparu                                | Frank Le Gall                             | Frank Le Gall                         |                  | Dupuis                            |
| avril     | Thorgal no 18 : L'Épée-soleil                                                    | Jean Van Hamme                            | Grzegorz Rosiński                     |                  | Le Lombard                        |
| juillet   | Timon des Blés no 5 : La mouette                                                 | Daniel Bardet                             | Élie Klimos                           |                  | Glénat                            |
| avril     | Les Timour no 30 : Les traîneurs de sabre                                        | Xavier Snoeck                             | Sirius                                |                  | Dupuis                            |
| mai       | Toupet no 29 : Toupet pulvérise l'obstacle                                       | Christian Godard                          | Albert Blesteau                       |                  | Dupuis                            |
| juin      | Trent no 2 : Le kid                                                              | Rodolphe                                  | Leo                                   |                  | Dargaud                           |
| décembre  | Vasco no 11 : Le royaume interdit                                                | Gilles Chaillet                           | Gilles Chaillet                       |                  | Le Lombard                        |
| octobre   | Victor Sackville no 7 : Pavel Strana : La nuit de Prague (1)                     | François Rivière - Gabrielle Borile       | Francis Carin                         |                  | Le Lombard                        |
| septembre | Woogee no 1 : Un monde truqué                                                    | André Benn                                | André Benn                            |                  | Dargaud                           |
| septembre | XIII no 9 : Pour Maria                                                           | Jean Van Hamme                            | William Vance                         |                  | Dargaud                           |
| août      | Yakari no 18 : L'oiseau de neige                                                 | Job                                       | Derib                                 |                  | Casterman                         |

### Comics
| Sortie | Titre       | Scénariste | Dessinateur | Coloriste | Éditeur |
| ------ | ----------- | ---------- | ----------- | --------- | ------- |
| ?      | à compléter |            |             |           |         |
| ?      | …           |            |             |           |         |

### Mangas
| Sortie | Titre | Scénariste        | Dessinateur       | Coloriste         | Éditeur |
| ------ | ----- | ----------------- | ----------------- | ----------------- | ------- |
| 1992   | Agaki | Nobuyuki FUKUMOTO | Nobuyuki FUKUMOTO | Nobuyuki FUKUMOTO |         |
| ?      | …     |                   |                   |                   |         |

## Décès
- Chiqui de la Fuente
- 12 mars : Hans Kresse
- 31 mai : Walter Neugebauer (de)
- 3 juin : William Gaines, éditeur d'EC Comics
- 6 juin : Martin Goodman (éditeur de comics)
- 30 juillet : Joe Shuster, cocréateur de Superman
- 26 août : Bob de Moor, assistant d'Hergé pour plusieurs albums de Tintin
- 24 décembre : Peyo, créateur de Johan et Pirlouit et des Schtroumpfs